# Carsia boreata
Carsia boreata är en fjärilsart som beskrevs av Alpheus Spring Packard 1873. Carsia boreata ingår i släktet Carsia och familjen mätare. Inga underarter finns listade i Catalogue of Life.